# 唐朝與吐蕃關係史

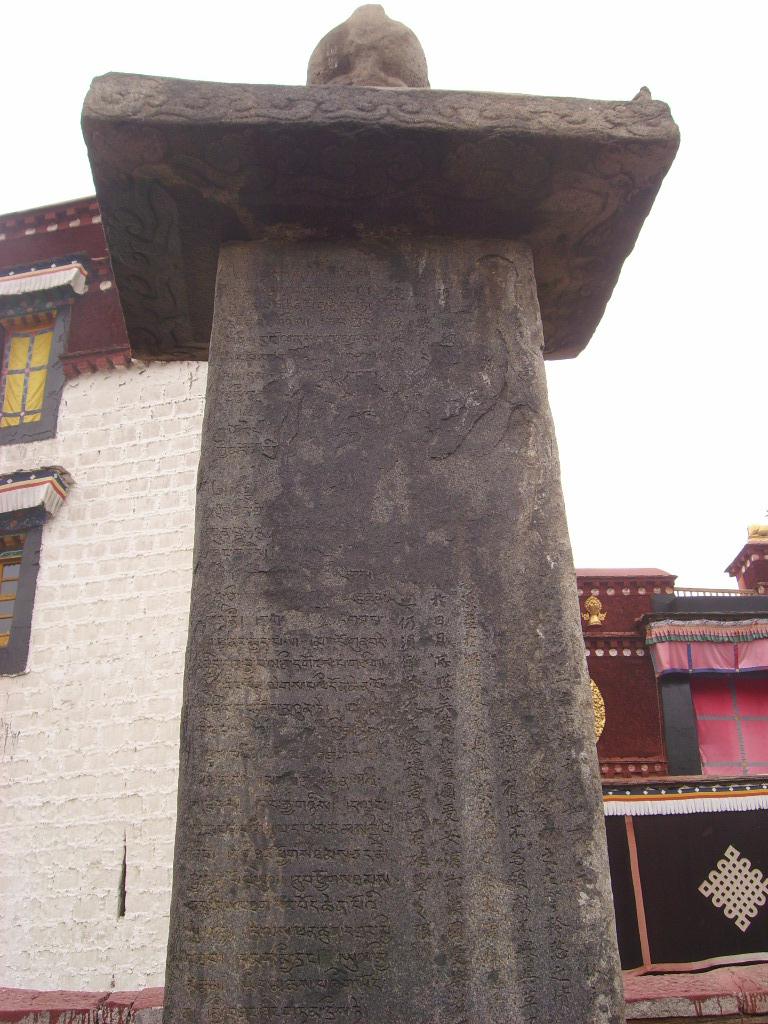
唐蕃會盟碑

唐朝與吐蕃關係史是唐朝时期中原政权与吐蕃交往的歷史。盛唐时期唐朝与吐蕃王朝在军事上均为强国，双方时而友好，时而交战，直至9世纪两者均衰落下来。

## 历史
雖然有資料說明西藏早期已經建立了一個政治實體，但關於六世紀末以前的情況還沒有確鑿的歷史證據。西元六世紀后期，位于山南地区的吐蕃雅隆悉补野部赞普囊日論贊开始統一战争，征服蘇毗，後其子松贊干布又先後征服、兼併羊同、白蘭、黨項、附國等，建成強大的吐蕃王国，建都邏些（今拉薩），被認為是第一個真正統一了西藏的人。而此時期的唐朝正值國盛，630年，西域首領共尊唐太宗李世民為“天可汗”。於是唐朝與吐蕃王国之間不可避免的开始政治、經濟諸多方面的聯繫。
松贊干布於貞觀八年（634年）遣使與唐朝修好，唐朝也派臣入蕃。636年，松贊干布派專使去長安請婚，唐朝不允，松赞干布遂借口唐朝属国吐谷浑从中作梗，出兵入侵吐谷浑，唐朝以吏部尚书侯君集为当弥道行军大总管，以右领军大将军执失思力为白兰道、左武卫将军牛进达为阔水道、左领军将军刘简为洮河道行军总管，率唐军出击。牛进达率领唐军先锋部队击败了吐蕃军，松赞干布大惧，在侯君集率领的唐军主力到达前，松赞干布退出吐谷浑、党项、白兰羌，遣使谢罪。松赞干布看到了唐朝的强盛，决定改为和平求婚，再次请婚，“遣其相禄东赞致礼，献金五千两，自余宝玩数百事”。兩年之後，松贊干布又派大臣噶爾·東贊域松使唐求婚，唐太宗便以宗室之女文成公主許嫁於吐蕃贊普松贊干布，並派禮部尚書江夏王李道宗持節護送。641年文成公主入藏，《新唐書》記載松贊干布親迎於柏海，文成公主進藏時把各種漢地的生產技術轉入吐蕃，如營造與工技著作六十種，能治404種疾病的醫方百種，診斷法五種，醫療器械六種，醫學論著四種，還有大批日用品和農作物種子等。文成公主在吐蕃生活了將近40年，於680年去世。這次聯姻是中国中原統治者与吐蕃之間第一次建立起正式的聯繫。
在松贊干布在世的時期，唐蕃之間保持著和平友好的關係，雙方使節來往逐年增加，吐蕃也成为唐朝与天竺之间的交通要道。645年唐太宗親征高句丽後返回長安，松贊干布派噶爾·東贊域松到長安祝賀凱旋，並獻高七尺的黃金鑄成的鵝作為禮品。648年唐朝使臣王玄策奉命出使天竺，適逢天竺發生戰亂，唐朝使臣被搶劫，王玄策逃到吐蕃，松贊干布派兵幫助，並徵兵於尼泊爾，由王玄策帶領前往天竺，平定了戰亂，使唐朝使團順利返回，並獻俘于長安。後來王玄策在唐高宗顯慶三年（658年）還經過吐蕃出使天竺，至今在西藏吉隆縣還保存有題為《大唐天竺使出銘》的摩崖石刻。

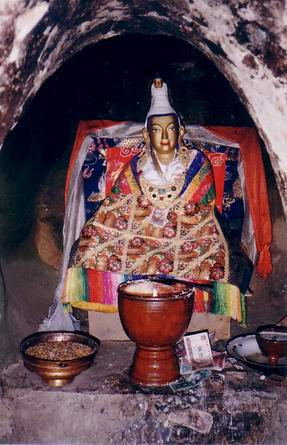
松贊干布

649年唐太宗去世，唐高宗即位，遣使入蕃告喪，並封松贊干布為駙馬都尉、西海郡王。松贊干布派專使到長安弔祭，獻金銀珠寶15種置於太宗靈前，並上書表示對唐高宗即位的祝賀和支持。又再致書司徒長孫無忌稱：“天子初即位，若臣下有不忠之心者，當勒兵以赴國除討。”唐高宗又晉封松贊干布為“賨王”，並刻松贊干布石像立于唐太宗的昭陵之前。
650年松贊干布去世後，由孫子芒倫芒贊繼位為贊普，实际政权掌握在噶爾·東贊域松家族手中。噶爾·東贊域松繼承松贊干布的方針，完善法律，清查戶籍，確定稅負，安定吐蕃內部。他利用吐谷渾王室的內爭，多次帶兵攻擊吐谷渾，甚至與支持吐谷渾的唐朝發生衝突。噶爾·東贊域松死后，其子（一说孙）论钦陵继续控制朝政。670年，唐朝為了支持吐谷渾，出動十幾萬大軍護送吐谷渾王慕容诺曷钵還国，论钦陵調集吐蕃二十多萬軍隊迎戰，在大非川之戰中，唐軍覆沒。從此吐蕃牢固控制了青海湖西部地區，但是在進一步爭奪青海湖东部地區以及安西四镇的行动中败于唐朝。
676年芒倫芒贊去世，其遺腹子都松芒波結被立為贊普，论钦陵繼續掌政。由於其家族長期專權，與其他貴族產生矛盾，同時也威脅到贊普王權的鞏固，都松芒波結長大後，於695年到698年對噶爾家族進行討伐，欽陵在青海宗喀地方兵潰自殺，其弟贊婆及兒子莽布支率部眾投降唐朝，贊婆受封為輔國大將軍歸德郡王，莽布支先封安國公，後以戰功晉封撥川郡王，其後裔世代在唐朝擔任官職。
都松芒波結剪除噶爾家族後，吐蕃王權得到加強和鞏固，但是不久以後都松芒波結於704年在遠征南詔時去世，其子赤德祖贊（同年即吐蕃王位，因他年僅一歲，由其祖母沒廬氏赤瑪類聽政。此时，唐蕃雙方都被連年戰爭所困，希望恢復和平友好，都松芒波結在世時，赤瑪類就曾為他向唐朝求親，其後又為赤德祖贊向唐朝求親。710年，唐中宗許金城公主于赤德祖贊。同年唐中宗派專使和吐蕃的迎親使者一起護送金城公主入藏，唐中宗親率百官隆重送行到始平縣。吐蕃贿赂唐朝边官杨矩，通过杨矩奏请把黃河九曲之地賜給金城公主為湯沐邑，后来唐朝王忠嗣、哥舒翰等大破吐蕃，再次了黃河九曲之地。731年赤祖德贊和金城公主遣使向唐朝請求《毛詩》、《禮記》、《左傳》等典籍，並要求定界互市。赤祖德贊在表文中說：“外甥是先皇帝舅宿親，又蒙降金城公主，遂和同為一家，天下百姓，普皆安樂。”733年唐蕃雙方在赤嶺（青海日月山）立碑定界，於赤嶺、甘松嶺互市，雙方邊將和官員參加，並通告各地，雙方和好禁止互相搶掠。
但是不久后，由於唐蕃雙方都想擴大自己的權勢，而且邊將也想從戰爭中獲取功名，戰事遂起。唐朝李祎、张守珪、王忠嗣、哥舒翰等多次大破吐蕃，从东到西北压制吐蕃，吐蕃连连求和。約在754年，吐蕃大論末東則布和朗邁色等作亂，赤德祖贊被害。755年，亂平，年僅十三歲的赤松德贊繼位。就在這一年唐朝發生“安史之亂”，唐玄宗從長安逃到四川，唐朝抽調大量戍边軍隊去平亂，使得西面的防務空虛，吐蕃相機佔領了隴右、河西、安西四鎮等原属唐朝的大片地區，並在763年10月，乘唐朝君臣不和、唐朝朔方军将等故意放吐蕃东进之機，集中約二十萬軍隊東進，直入長安，唐代宗倉皇出奔陝州。吐蕃軍佔領長安十五天，同時立金城公主的侄子廣武王李承宏（因金城公主认叔祖唐中宗为父之故，實際上金城公主與李承宏是同父姐弟，李守礼的孩子）為皇帝，並設置百官。听说唐朝勤王之軍逼近，吐蕃軍立即退出長安。在赤松德贊在位的時期，吐蕃王朝的轄地大大擴張，東面與唐朝大體上以隴山為界，還多次進到寶雞，威脅長安，北到賀蘭山與回紇相接，东南面以南詔為屬國，西面于公元790年占领安西四鎮与北庭。南面直入北印度，據藏文史籍記載，此時吐蕃還一度進到恒河北岸。
據歷史記載，從西元705年至822年，唐朝和吐蕃共會盟八次，其中第八次會盟碑至今仍矗立在拉薩大昭寺前。因為第八次會盟是在唐穆宗長慶元年至二年（821年至822年）進行的，所以也稱為“長慶會盟”。盟文如下：
大唐文武孝德皇帝與大蕃聖神贊普，舅甥二主，商議社稷如一，結立大和盟約，永無淪替，神人俱以證知，世世代代，使其稱讚。是以盟文節目，題之於碑也。文武孝德皇帝與贊（普）陛下，二聖舅甥，睿哲鴻被，曉今永之屯，享矜湣之情，恩覆其無內外，商議葉同，務今萬姓安泰，所思如一，成久遠大善，再續舊親之情，重申鄰好之義，為此大和矣。今蕃漢二國，各守見管本界，（洮泯已東，大唐封疆，其塞）已西，儘是大蕃境土，彼此不為寇敵，不舉兵革，不相侵謀封境。或有猜阻，捉生問事訖，給以衣糧放歸。今社稷葉同如一，為此大和。然舅甥相好之義，善誼每須通傳，彼此驛騎，一（任常相往來，兩路）蕃漢，並于將軍谷交馬，其綏戎柵已東，大唐祇應，清水縣已西，大蕃供應，須合舅甥親近之禮，使其兩界煙塵不揚，罔聞寇盜之名，複無驚恐之患。封人撤備，鄉土俱安，如斯樂業之（恩，垂於萬代，讚美之聲），遍於日月所照矣。蕃于蕃國受安，漢亦漢國受樂，茲乃合其大業耳，依此盟誓，永久不得移易，（於）三寶及諸賢聖，日月星辰，請為知證。如此盟約，各自契陳。刑牲為盟，設此大約，倘不依此誓，蕃漢（背約破盟者，受其殃）禍也。仍須仇（報）及為陰謀者，不在破盟之限。蕃漢君臣，並稽首立誓，周細為文，二君之驗，證以官印，登壇之臣，親署姓名。手執如斯誓文，藏於玉府焉。
據不完全統計，自貞觀四年（630年）開始，到842年，雙方來往共191次，其中唐朝官員入蕃66次，吐蕃官員使唐125次。
吐蕃王朝時期的西藏一直處於本土的苯教與新傳入的佛教兩股勢力的爭鬥之中。841年赤祖德贊被反對佛教的大臣暗殺，其兄朗達瑪被扶上王位。朗達瑪代表著反對佛教傳播的勢力，843年他下令禁止佛教，殺害僧人首領，強迫僧人還俗，關閉寺院，毀壞佛像、佛經，史稱“朗達瑪滅佛”。846年朗達瑪被僧人拉隆貝吉雲丹射死。850年左右，汉人张义潮驱逐吐蕃，控制河西、陇右，归附于唐朝。達瑪的兩個兒子在父親死後又為爭奪王位爆發內戰，掌握軍權的將領也隨即發生混戰，長達二十多年。統治集團的混亂又在869年引起平民百姓的反上之亂，877年起義軍發掘贊普王陵，逐殺王室和貴族，吐蕃王朝徹底崩潰，西藏二百多年的統一局面到此告終。後來的西藏分裂成許多部落、土邦等。漢人的中國湊巧也同時發生了類似的事件，導致全國藩鎮徹底失去控制。西元907年唐朝滅亡，中國亦徹底分裂，直至最後宋朝的崛起和統一。

## 參见
- 唐朝与吐蕃的战争
- 宋朝與吐蕃關係史
- 明朝與吐蕃關係史
- 吐蕃